# Istanbul International Jazz Festival
Het Istanbul International Jazz Festival (Turks: Uluslararası İstanbul Caz Festivali), voorheen Istanbul Festival, is een cultureel evenement dat iedere juli plaatsvindt in Istanbul in Turkije. Het biedt een selectie van jazzoptredens met de deelname van artiesten uit de hele wereld. Het festival werd voor het eerst gehouden in 1986. Het wordt georganiseerd door de Istanbul Foundation of Culture and Arts. De belangrijkste sponsor van het jazzfestival is Garanti Bank.